# Jaapiella antennariae
Jaapiella antennariae är en tvåvingeart som beskrevs av Fedotova 1993. Jaapiella antennariae ingår i släktet Jaapiella och familjen gallmyggor.
Artens utbredningsområde är Kazakstan. Inga underarter finns listade i Catalogue of Life.